# 蟻臣
蟻臣（ありのおみ、生没年不詳）は、『日本書紀』に伝わる古代日本の人物。

## 概要
葛城葦田宿禰の子で荑媛の父。荑媛が市辺押磐皇子の妃となり、億計王、弘計王、居夏姫、飯豊女王、橘王を生んだという。